# Schloss Miltach

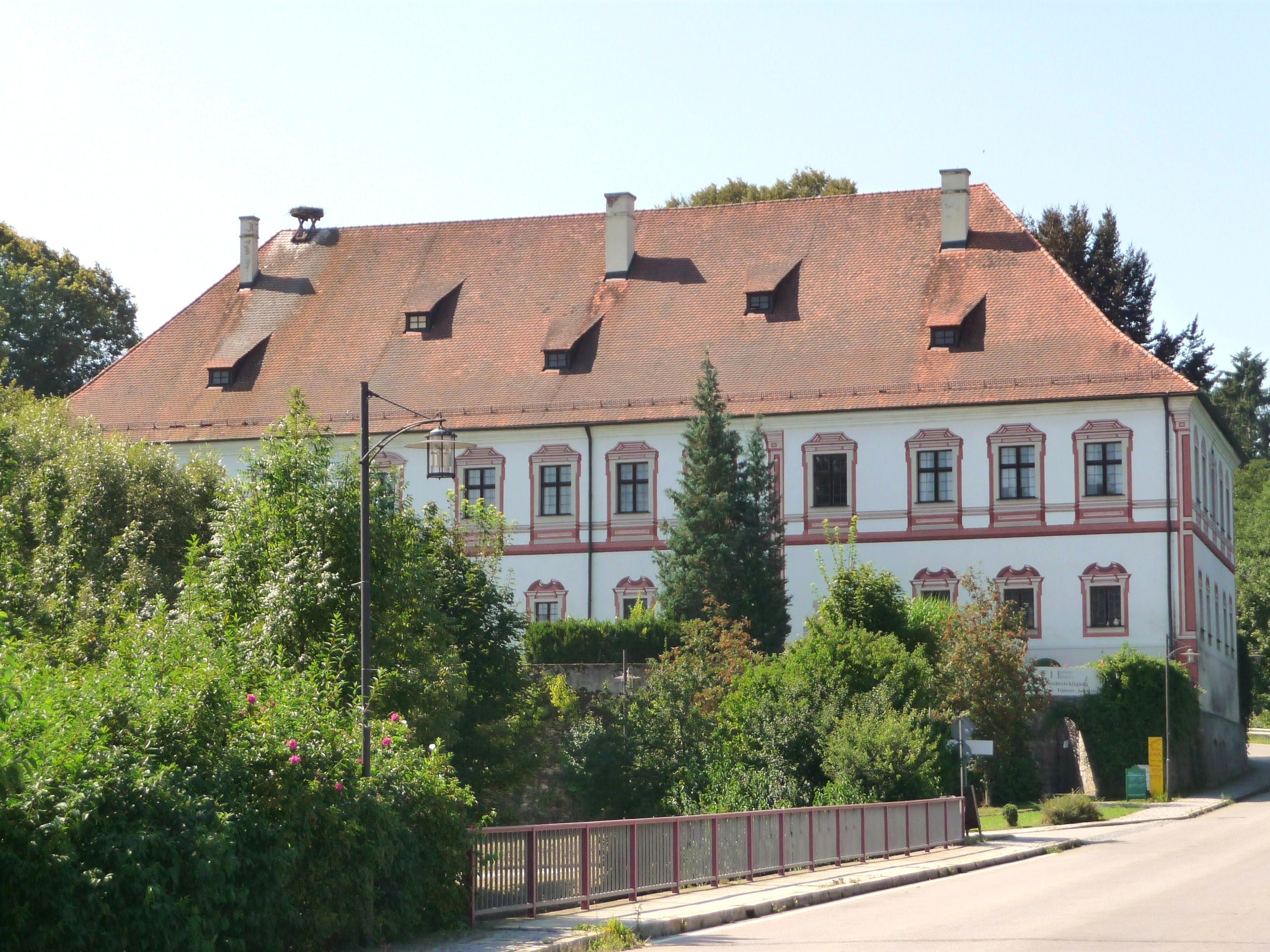
Blick auf Schloss Miltach

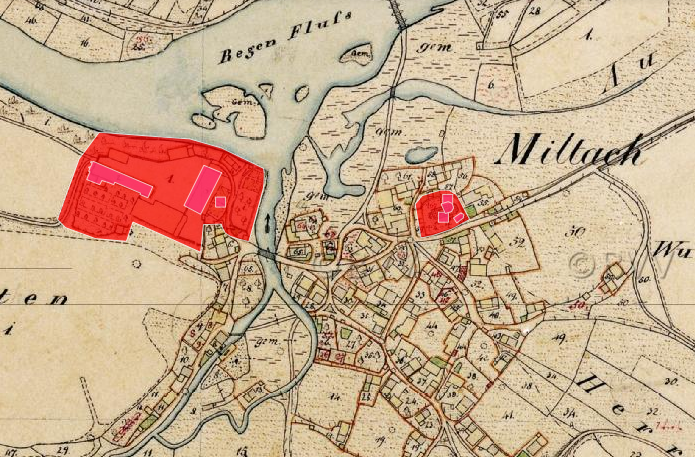
Lageplan von Schloss Miltach auf dem Urkataster von Bayern

Das Schloss Miltach befindet sich in Miltach im Bayerischen Wald. Um 1600 von Justinian von Peilnstein begonnen, wurde der Bau in der Mitte des 18. Jahrhunderts in seiner heutigen Form abgeschlossen. Als Hofmarkschloss war es Herrensitz der geschlossenen Hofmark Miltach. Heute ist das Schloss, obwohl in Privatbesitz, für Besichtigungen und Kulturveranstaltungen für die Öffentlichkeit zugänglich. Das Schloss (D-3-72-143-1) sowie ein ehemaliges Wirtschaftsgebäude (D-3-72-143-2) sind als Baudenkmäler verzeichnet. „Archäologische Befunde des Mittelalters und der frühen Neuzeit im Bereich des Schlosses von Miltach, darunter die Spuren von Vorgängerbauten, älteren Bauphasen und abgegangenen Bauten“ werden zudem als Bodendenkmal unter der Aktennummer D-3-6842-0028 geführt.

## Geschichte
1572 erhielt der uneheliche Sohn des Herzogs Ernst von Bayern, Justinian von Peilnstein, durch Herzog Albrecht V. die Hofmark Miltach als Mannslehen. Wohl um 1600 ließ Justinian den Kern des Schlosses errichten, doch sein Nachfolger und überschuldeter Sohn Hans Georg musste die Lehnsherrschaft über das Dorf bereits 1616 wieder an Hans Georg von Weichs übergeben.
1622 wird Hans Georg Reitturnier von Schöllnach auf Hohenwarth der Nachfolger von Weichs, ihm folgt Johann Wilhelm von Leiblfing, bis 1679 Isak Heinrich von Schönbrunn die Hofmark schrittweise übernimmt. Bis 1849 blieb Miltach im Besitz der Schönbrunner. In deren Händen wurde das Gebäude auch von neun auf 13 Fensterachsen erweitert.
Seit 1849 ist das Schloss Miltach Privatbesitz. Etwa 1871 erwarb es der Schriftsteller Maximilian Schmidt gen. Waldschmidt. 1920 gelangte es an den Kunsthistoriker und -sammler Richard Oertel, dessen wertvolle in Schloss Miltach aufbewahrte Sammlung 1979 von den Erben in München für 5,5 Millionen DM versteigert wurde.
Verkauft von der Erbengemeinschaft Oertel wechselte das Schloss 1979 den Besitzer und kam an die Familie Schleyerbach aus Katharied bei Beratzhausen. Das mittlerweile stark heruntergekommene Gebäude wurde von den neuen Besitzern jahrelang saniert und schließlich 1982 der Öffentlichkeit zugänglich gemacht. „In Anerkennung ihrer so liebevollen wie beharrlichen Pflege von Kunst und Kultur im Schloss Miltach“ wurde die Familie Schleyerbach-Breu 2004 vom Kulturverein Bayerischer Wald mit dem Kulturpreis des Vereins ausgezeichnet. Im Jahr 2017 kam es zu einem erneuten Verkauf des Schlosses.

## Nutzung
Im Jahr 2017 fand der letzte Besitzerwechsel statt. Der neue Besitzer entwickelt derzeit ein Nutzungskonzept, das auch kulturelle Aspekte umfasst.
Zuvor betrieb die damalige Besitzerfamilie Schleyerbach-Breu  den Unterhalt von Schloss Miltach. Im Erdgeschoss befanden sich eine Töpferei, ein Laden („Schlossladen“) sowie ein Wohnbereich. Der komplette 1. Stock diente als Museum: Der durchgehende Mittelgang führt an Räumlichkeiten mit verschiedenen Themen vorbei, etwa dem Jagdzimmer mit vielen alten Jagdtrophäen bayrischer Fürsten. Hier war außerdem ein Zyklus mit Gemälden von Ernst Straßner zu sehen. Am nördlichen Ende befindet sich eine Kapelle, die 2009 wieder konsekriert  wurde, sie ist dem Heiligen Nepomuk geweiht.
Ebenfalls am nördlichen Ende befindet sich der Keller, der 1998 renoviert wurde und damals als Musikkeller genutzt wurde. Unter anderem traten dort bereits Pee Wee Ellis, Patrick Scales, Martin Scales, Claudio Roditi, Peter O’Mara und Guido May auf.

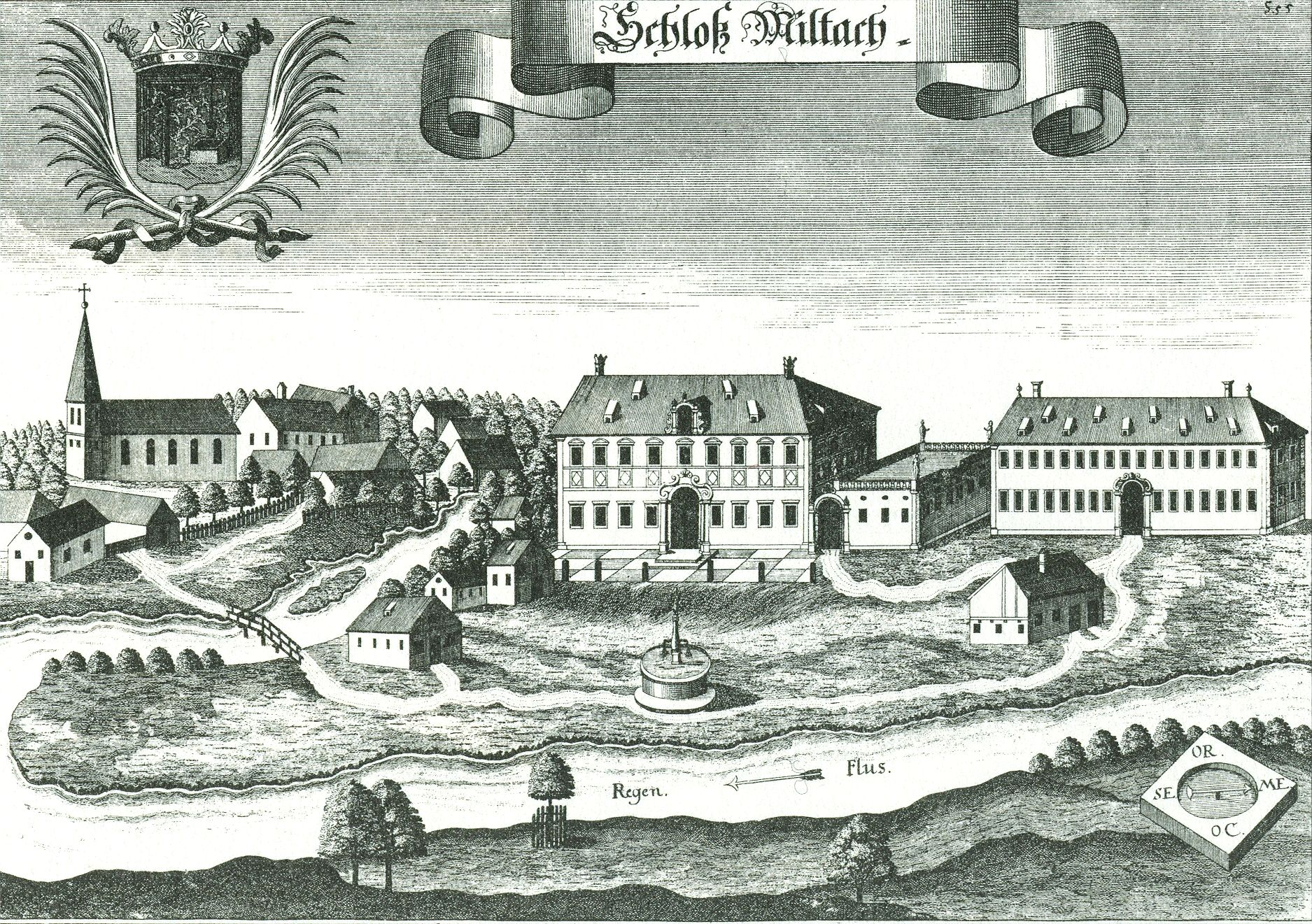
Schloss Miltach nach einem Stich von Michael Wening von 1721

## Baubeschreibung
Schloss Miltach hat einen rechteckigen Grundriss: längs befinden sich 13 Fensterachsen auf zwei Stockwerken. Der Dachstuhl ist ebenfalls zweistöckig. Auf dem Dach befinden sich sechs Kaminschlote.
Der Keller und das Erdgeschoss im ursprünglichen Teil des Gebäudes bestehen aus Gewölben, der erste Stock enthält hohe, helle Räume mit Stuckapplikationen an den Decken. Oftmals in der Geschichte des Schlosses haben sich die Wandbemalungen und -tapezierungen verändert: in einem Raum im ersten Stock kann man noch heute die verschiedenen Schichten sehen. Unter dem Außenputz wurde während der Sanierung eine frühere Bemalung entdeckt, die einen plastischen Eindruck vermittelte. Kirchenmaler erneuerten diese Bemalung im Zuge der Sanierung.
Zum Schlosskomplex gehört ein nebenan liegendes Wirtschaftsgebäude, das bereits 1872 in ein Bräuhaus umgewandelt wurde und heute in Privatbesitz einer anderen Familie ist.